# Carybdea
Carybdea è un genere di Cubomedusae della famiglia Carybdeidae.
Il genere Carydbea è identificabile dalle facelle (phacellae), una struttura nello stomaco a forma di ciuffo, con forma lineare e con corti cirri; anche la tasca che ospita ogni ropalio è spesso caratteristica, dato che è a forma di cuore in molte specie. I pedalia, la struttura dalla quale si diparte ogni tentacolo, ha forma di scalpello e gruppi di nematocisti sul lato esterno.

## Distribuzione e habitat
Le meduse abitano le acque temperate: nessun esemplare è stato raccolto a nord di Cape Cod o nel mar del Nord. Così, il genere Carybdea è diffuso negli oceani Indiano e Pacifico, così come nell'Atlantico e nel mare Caraibico. Questa grande diffusione non significa necessariamente che le specie siano strettamente relazionate fra di loro; sembrerebbe piuttosto, dagli studi filogenetici e tassonomici, che ogni specie sia fortemente radicata al proprio ambiente locale. Le descrizioni di alcune specie, come ad esempio la C. rastonii, in punti lontani geograficamente come il Giappone, le Hawaii e l'Australia Meridionale, sarebbe un indice di una morfologia poco dettagliata nei rilevamenti piuttosto che il segno di una grande distribuzione della specie. La conseguenza è che numerose specie sono tuttora accomunate sotto lo stesso nome.
In quest'ottica, la C. arborifera si è stabilita alle Hawaii grazie a una lunga dispersione nell'oceano (le isole esistono almeno dal Pleistocene) e in quella località ha continuato la propria evoluzione, ma questa non va vista come una regola generale. I Cubozoi infatti, non sono specie capaci di grandi traversate oceaniche: preferiscono i fondi bassi e le coste, la cosiddetta zona neritica. Un'eccezione va fatta per le Alatina, molte specie delle quali vivono ai limiti della piattaforma continentale, a profondità di alcune centinaia di metri.

## Specie
Il genus Carybdea è alquanto ampio ed eredita dei criteri di raggruppamento delle specie pensato da Ernst Haeckel a fine '800 che doveva, in questo caso, includere specie abbastanza diverse, come le ben note C. marsupialis e C. rastonii, con facelle a cespuglio e le nicchie dei ropali a forma di cuore, e le diverse forme di C. alata con facelle a mezza luna e le nicchie dei ropali a T.
Prima di Agassiz, ossia prima del 1862, il genus Carybdea era usato per raggruppare gli organismi con 8 sacche stomacali con gonadi interne, un criterio che raggruppava quelli che oggi sono considerati taxa distinti, includendo cioè, oltre ai cubozoi, anche la narcomedusa Solmundella bitentaculata e almeno due varietà di Scyphozoa coronate Periphylla periphylla. Agassiz separò le famiglie, ma usò il nome Carybdea per una delle coronate e adottò il nome Marsupialis planci per la C. marsupialis, ponendo quindi tutti i cubozoi nella famiglia delle Marsupialidae di Lesson. Il nome della famiglia, Charybdeidae, fu dato da Agassiz alla Charybdea periphylla, che poi fa parte degli scifozoi, per essere riassegnato alla famiglia dei cubozoi da Haeckel diversi anni dopo.
- Carybdea alata Reynaud, 1830 sinonimo di Alatina alata[7]
- Carybdea aurifera Mayer, 1900
- Carybdea arborifera Maas, 1897
- Carybdea branchi Gershwin & Gibbons, 2009
- Carybdea brevipedalia Kishinouye, 1891 o C. mora  Kishinouye, 1910[7]
- Carybdea latigenitalia Kishinouye, 1891
- Carybdea marsupialis Linnaeus, 1758
- Carybdea morandinii Straehler-Pohl & Jarms, 2011
- Carybdea murrayana Haeckel, 1880
- Carybdea rastonii Haacke, 1886
- Carybdea xaymacana Conant, 1897
- Carybdea sivickisi Stiasny, 1926 sinonimo di Copula sivickisi[7]
- Carybdea stiasnyi Bigelow, 1938 sinonimo di Manokia stiasnyi[7]

Secondo World Register of Marine Species, vi sono otto specie per il genere: la C. aurifera e la C. latigenitalia sono considerate specie incerte per via dei pochi esemplari raccolti. La specie C. aurifera in particolare è descritta a partire da un solo esemplare giovane raccolto in Florida, nel 1900.
Il catalogo Integrated Taxonomic Information System di contro, elenca sei specie: C. alata, C. aurifera, C. marsupialis, C. rastoni, C. sivickisi, C. stiasnyi.